# Милкица Милетић
Милкица Милетић је српска књижевница, добитник награде Мирослав Дерета за роман Тера д оро. Живи и ради у Чачку. По професији је правник.

## Књижевни рад

### Поезија
- Трагом љубави (1995)
- Од шаке до усана (1999)
- У ретровизору (2001)
- С оне стране (2002)

### Проза
- Запис на латици руже (2003)
- Канабе (2009)
- Тера д оро (2011) Књижевна награда Мирослав Дерета[2]
- Звона Богородице Градачке (2014)[3]
- Живљење и покајање (2015)
- Менует у шејтановим папучама (2021)[4][5]